# Fédération Française du Prêt à Porter Féminin
 (juin 2025).
La Fédération Française du Prêt à Porter Féminin (FFPAPF) rassemble, représente et accompagne le développement des entreprises françaises du prêt-à-porter féminin depuis 1929. Elle rassemble sept syndicats régionaux représentatifs du prêt-à-porter français.

## Historique

### Naissance de la Fédération et premiers défis (1929-1939)
Quelques mois avant le krach boursier de Wall Street, les syndicats de confectionneurs et de la couture en gros de Paris et de province, se regroupent pour constituer le 29 juin 1929, la Fédération du vêtement. À cette époque, son objectif est d’organiser le secteur d’activité des industries de la transformation du tissu, de favoriser l’exportation et de défendre les intérêts de la profession auprès des pouvoirs publics. Quelques mois plus tard, sous l'effet de la crise, la Fédération se préoccupe principalement de la sauvegarde du commerce extérieur qui se trouve très entravé par l’élévation générale de barrières douanières. Puis, elle accompagne l'industrie à mécaniser sa production, alors très artisanale.

### Adaptation durant la Seconde Guerre mondiale (1940-1950)
Au cours de la Seconde Guerre mondiale, le secteur de la haute couture bénéficie d'un traitement de faveur de la part du gouvernement de Vichy, pour faire perdurer le fonctionnement des maisons de couture. Le nombre d'adhérents à la Fédération augmente au cours de cette période. Après la guerre, elle est présidée par Albert Lempereur, alors âgé de 17 ans, qui importe en France les méthodes américaines notamment de production en série. C'est aussi à cette époque en 1948 que le terme de  « prêt-à-porter » apparaît, traduction littérale de l'américain « ready-to-wear ».

### Croissance et internationalisation (1950-1980)
Dès 1953, la Fédération lance ses premières études de marché. Elle crée en 1955 le Comité de coordination des industries de la mode pour communiquer sur les tendances du marché, communication soutenue financièrement par l'État français. Elle organise en 1956 pour la première fois le Salon national du prêt-à-porter au Théâtre des Ambassadeurs, puis au parc des expositions de la porte de Versailles. Dans les années 1960, la Fédération compte 135 adhérents et une politique de gestion plus collégiale se dessine avec la création de différentes commissions.
Les salons qu'elle organise prennent de l'ampleur. Des antennes de représentation permanente du salon sont installées dès 1969 en Suède, au Danemark, en Allemagne, Grande-Bretagne, Italie et Espagne ainsi qu’à New York. En 1973, plus 1 000 journalistes visitent le salon porte de Versailles. C'est à cette époque qu'elle se dote d'un outil centralisant les fichiers de détaillants, puis ceux de tous les acheteurs français et étrangers, afin d'effectuer des relances régulières pour favoriser les achats.

### Période contemporaine (à partir de 1980)
Sous l'impulsion de son président de l'époque Daniel Hechter, la Fédération organise en 1987 un défilé de 1 000 mannequins sur le Trocadéro, auquel assistent 12 000 spectateurs et 250 000 téléspectateurs. À cette époque, la Fédération regroupe 20 syndicats régionaux auxquels adhèrent 980 entreprises qui emploient 70 000 salariés. C'est aussi dans les années 1980 qu'elle ouvre l'Institut Français de la Mode, puis Mod’Spé Paris en 1995, pour former à la communication et aux compétences commerciales dans le secteur de la mode.
Jean-Pierre Mocho est élu président en 2000, où les priorités de la Fédération sont alors l’international, la formation, la création et la sauvegarde du savoir-faire français. Elle développe à partir de 2003 le service « jeune création et entreprise » pour aider les jeunes entrepreneurs de la mode à structurer et développer leur entreprise. À l'occasion des 80 ans de la Fédération, l'historienne Catherine Örmen publie en 2009 un ouvrage dédié à son histoire.
En 2016, la Fédération ouvre un bureau de représentation à Hangzhou en Chine pour développer le prêt-à-porter dans ce pays. Elle collabore également avec la Fédération de la haute couture et de la mode à partir de 2016 pour aider les jeunes marques à se développer.
Pierre-François Le Louët, dirigeant de NellyRodi, devient président de la Fédération en 2016, puis en est nommé président d'honneur. Son travail au sein de la Fédération l'entraîne à accompagner la digitalisation des entreprises représentées. En 2022, la présidence revient à Yann Rivoallan, qui met l'accent sur les sujets de responsabilité sociale et environnementale.

## Activités
La Fédération rassemble 7 syndicats régionaux représentatifs du prêt-à-porter français : l'Union des Industries textiles et habillement, l'Union des professionnels de l’habillement, l'Union des professionnels de la mode et l’habillement Provence-Côte d’Azur, Mode-habillement Auvergne Rhône-Alpes, Normandie Habillement, le Syndicat de Paris de la mode féminine. Elle accompagne les 600 marques qu'elle représente dans leur développement en France comme à l’international et est le relais des entreprises du secteur auprès des pouvoirs publics, des instances patronales et institutionnelles, des élus et des médias.
Elle est membre fondateur de l’Institut français de la mode et de l’école Mod’Spé, et organise chaque année divers événements et salons en France et dans le monde tels que le Forum de la mode. En collaboration avec des instituts de sondage, elle réalise des enquêtes et des rapports pour décrire et analyser le marché de la mode féminine,,.